# 일류신
일류신(러시아어: Илью́шин, 일류신 설계국이라고도 불림)은 세르게이 일류신이 창설한 러시아의 항공기 설계/제작 기업이다. 1933년 1월 13일 소비에트 연방의 인민중공업위원회, 항공산업부의 P.I.바라노프에 의해 정식으로 출범했다.
일류신은 지금까지 여러 항공기를 개발해 왔으며, 러시아 정부는 미코얀, 이르쿠트, 수호이, 투폴레프, 야코블레프를 일류신과 인수합병하여 통합항공기제작사를 설립했다.